# Dandalo
Dandalo (en georgiano: დანდალო) es un pueblo de Georgia ubicado en el este de la República Autónoma de Ayaria, siendo parte del municipio de Keda.

## Geografía
Dandalo está en la orilla izquierda del río Ayartiskali. 

## Historia
Dandalo se menciona por primera vez en el libro de descripciones de las parroquias de los sacerdotes del principado de Yavajetia en el siglo XVI. 

## Demografía
La evolución demográfica de Dandalo entre 2002 y 2014 fue la siguiente:
| 485                                             | 347 |
| (Fuente: Population of Georgia in Soviet times) |     |

Según el último censo del año 2014, el pueblo tenía un 100% de georgianos.

## Infraestructura

### Arquitectura, monumentos y lugares de interés
Hay un puente medieval en el pueblo, el puente de Dandalo. En las afueras del pueblo, al este, sobre una alta roca se alza la fortaleza de Kaviani de finales de la época feudal. Según la leyenda, la fortaleza se llama así porque solo se puede escalar con una cuerda. Según otra versión, Kavi significa muro, y de ahí proviene el verdadero nombre del castillo, Kaviani.

### Transporte
Riketi está en el kilómetro 99 de la carretera Batumi-Ajaltsije.